# Signal Hill
För andra betydelser, se Signal Hill (olika betydelser).
Signal Hill är en liten stad (5,8 km²) i Los Angeles County, Kalifornien, USA som helt och håller omges av staden Long Beach. 2005, var stadens invånarantal 10 951.

## Historia
Kullen som staden är uppkallad efter är 110 meter högre än den omgivande staden Long Beach. På grund av den höga höjden användes kullen av Tongva-indianerna för röksignalering och signalerna kunde ses över de omgivande områdena och även ut till Catalina Island 42 km bort.

### Oljefynd på Signal Hill
Signal Hill genomgick stora förändringar då olja påträffades. Kullen kom snart att bli världens mest produktiva oljefält och täcktes av över 100 oljekällor. Staden grundades den 22 april 1924, cirka tre år efter att olja hade upptäckts vid Signal Hill. En av orsakerna var att förhindra att området införlivades med det angränsande Long Beach med sina skatter på oljeutvinning. Signal Hills första borgmästare, Jessie Nelson, var också Kaliforniens första kvinnliga borgmästare.